# 小貓巴克里
小猫巴克里（日語：バークリー猫，英語：Barkley The Cat）是台灣動畫家邱立偉創作的虛構人物及以其為主角的繪本、電視動畫、動畫電影等一系列作品。繪本創作於邱立偉就讀大學時期，電視動畫於2010年12月5日在公視HiHD首播並獲得2011年金鐘獎動畫節目獎，2015年4月中旬引進台視綜合台頻道開播後至今。
動畫電影與太合傳媒、順網科技合作，參展法國安錫影展和韓國首爾國際動畫影展，參展過程中曾以鳳梨酥吸引時任法國總統歐蘭德關注，電影於2017年12月29日上映。另外在2018年7月起的水果冰淇淋新內容中以無標題短篇小動畫的形式播映。

## 劇情介紹

### 電視版劇情
橫行霸道的都市街貓巴克里在陰錯陽差下被貨車載到第一村，不適應鄉村環境的巴克里原本亟欲想盡辦法回到城市，卻在無意間發現黑心企業蟲光光集團意圖在第一村設立工廠，巴克里決定留下來與村民共同捍衛第一村的好山好水。

### 電影版劇情
魚嘟因為陰錯陽差來到了一座動物城市（臺南市），也因此認識了小猫巴克里與其他的動物夥伴，並發現了這座城市被一個假裝擁有無邊法力並且號稱大師的人類所控制。
而在大師炫目奇幻的戲法之下動物們都對大師崇拜不已。魚嘟與巴克里必須盡一切努力揭開大師的騙局並找到回家的路。

## 登場人物

### 電視版登場人物
| 角色   | 配音   | 介紹 |
| ------ | ------ | --- |
| 巴克里 | 郭馨雅 | 居住在大城市「第一市」的都市街貓。最喜歡吃叉燒肉，於某日陰錯陽差下躺在蟲光光集團旗下的貨車車頂上來到第一村，同時差點被誤認為是村內的醫生抓來結紮的野貓。故事最後也是躺在蟲光光集團旗下的貨車車頂上回到第一市。                               |
| 魚都   | 林凱羚 | 居住在第一村內的小男孩，本名劉魚都。性格單純，家中開雜貨店。 |
| 阿芬   | 蔣篤慧 | 魚都的好友、老王的女兒。 |
| 老王   | 何吳雄 | 第一村的醫師，有重度老花眼，不戴眼鏡便會甚麼都看不到。 |
| 村長   | 屈中恆 | 第一村村長。 |
| 朱老闆 | 陳宏瑋 | 經營黑心公司「蟲光光集團」的老闆，總部設置在大城市中的自營當鋪內，為了要在第一村開發高汙染工廠而不擇手段。最後當前往第一村視察的途中遇上土石流、並且做了一個被自己的黑暗面人格支配的噩夢後不再破壞環境，回到城裡決定重新修改公司的開發政策。 |
| 阿帕   | 林協忠 | 黑心公司蟲光光集團負責人朱老闆的部下，性格單純且似乎未見過世面，最終回正式擔任蟲光光集團的經理。 |
| 鄭律師 | 屈中恆 | 在阿帕辦事不力下，朱老闆從法國聘請來的黑心公司助拳人。曾在強行讓魚都的父母簽下租地契約不成後收買村長，要他收下自家公司出品的殺蟲劑。 |
| 魏婆婆 |        | 第一村居民，等待兒子回家的獨居老太太。發生自家火災事件後收養救了他的來福，完結篇與回家的兒子相聚。 |
| 黑熊   |        | 一名因為原住處森林被砍伐、興建成一座工廠，為了找食物和水源而迷途來到第一村外的黑熊。巴克里聽聞其事情經過後，就找了部分村民來幫他修建新家。                                                                                                   |
| 林妙羽 |        | 從師範學校畢業的實習優等生教師。在大城市內的教育局進行分發抽籤時抽到沒有老師想去的第一村學校，曾對學生說的村內沒有圖書館的事感到驚訝。最後也收到調職信而離開，但在臨走前也把城裡的書本送給第一村。                                           |

### 電影版登場人物
| 角色   | 配音   | 電影版介紹 |
| ------ | ------ | --- |
| 巴克里 | 郭馨雅 | 居住在動物城市內的居民之一，和意外來到動物城市的魚嘟成為好朋友。 |
| 魚嘟   | 林佑俽 | 因家庭問題而賭氣，搭火車南下至祖母家的途中意外來到動物城市的人類少年。 |
| 朱大人 | 屈中恒 | 以前是人類魔術師，過去在意外下來到動物城市後用自己的魔術來取信居民們，成為他們口中所稱呼的大師。                                                                                                 |
| 鄭哥   | 賀宇傑 | 朱大人的部下。 |
| 阿帕   | 陳幼文 | 朱大人的部下。 |
| 虎姑婆 | 蔣篤慧 | 居住在動物城市巷弄的角落內，等待兒子回家的孤僻老太太。 |
| OLEO   | 傅品晟 | |
| BIBO   | 江志倫 | |
| 黑熊   | 馬國堯 | 居住在動物城市內，專門保護朱大人的巡邏員警。由於沒有當場把魚嘟捉起來且發現到朱大人的秘密，而在制定的規則下被丟入海中，一度被認為凶多吉少。當巴克里在火車上被抓走後再次出現，出手幫助落難的魚嘟。 |

## 每回標題
| 集數 | 標題                                |
| ---- | ----------------------------------- |
| 1    | 初次見面 / 請多多指教               |
| 2    | 會說話的貓 / 哼，你們這群鄉巴佬     |
| 3    | 支離破碎的家 / 重新蓋橋             |
| 4    | 不要拆掉我的家 / 老婆婆的心事       |
| 5    | 穿西裝的那些人 / 鄭律師是誰         |
| 6    | 轟隆隆的大怪獸 / 工廠幫我賺大錢     |
| 7    | 那朵奇怪的雲 / 滿地的蝴蝶           |
| 8    | 迷路的熊 / 疑？樹勒？               |
| 9    | 黑色的水 / 青蛙大逃亡               |
| 10   | 診所爆滿 / 生怪病的動物們           |
| 11   | 牛媽媽的移民計劃 / 地球發燒了       |
| 12   | 非得要我自己來 / 大雨、崩塌、土石流 |
| 13   | 雨停了/ 再見了巴克里，我們會想你    |

## 歌曲

### 電視版歌曲
- 主題曲《小貓巴克里》

詞曲/編曲：咖啡因/蔡曜任
演唱：郭馨雅
- 片尾曲《想要的生活》

詞曲/編曲：咖啡因/聶玲/蔡曜任
演唱：何思穎

## 製作團隊

### 電視版製作團隊
- 導演：邱立偉
- 製片：葉明桂、葉庭妤、陳虹瑾
- 編劇：沈意卿
- 製片助理：邱筱真、施千卉
- 美術總監：韓怡芬、呂修賢
- 美術指導：葉庭妤、葉怡萱、鄭景文、林哲豪
- 動畫總監：馮偉倫
- 動畫指導：曹樹海、廖俊淵、陳兆琦、蔡德安
- 美術設計：楊中傑、莊央燕、許新、張麗卿、李婉慈、陳楚稷
- 演算：邱筱真、施千卉、陳虹瑾、黃鈺珊、洪梓喬、李婷婷、陳紅、吳婷、吳青華、劉兆天、翁頂極、陳傳本、甄海貝、唐玉良、胡壘、林棣、袁威
- 動畫：黃鈺珊、洪梓喬、張海龍、周蘭敏、劉春雨、孫延軍、丁小雨、李義、馬博航、師振鑫、王文亮、田文廣、吳海龍、劉建偉、沈群博、蔣路、沈曉陽、林水涼、蕭小亮、殷立立、朱文廣、武永波、陶雪寧、張興、侯明亮、李彬娜、王丹青、蕭麗珍、鄒英敏、楊貞鵬、高春娜、方卉、徐婉鹿、吳文龍、顏景川、董雪峰、孔祥龍、姚鴻飛、王賢振、張磊、李軒、王涵、賈龍、賈浩、宋磊、袁悅、閆雪、夏濤、高尚、王剛、秦雯、李培、姚成
- 音樂製作/配樂：蔡曜任
- 錄音師：何慶堂 潮流錄音室
- 聲音指導：鄭旭志
- FOLEY音效製作：胡定一
- 對白剪輯/音效剪輯/FOLEY音效剪輯：陳泉仲、簡豐書、陳亦偉、徐崑禎、何湘鈴、朱延平、高偉晏、張博翔、李安娪
- 配音指導：林協忠
- 錄音師：王道隆
- 配音師：屈中恆、蔣篤慧、林凱羚、郭馨雅、林美秀、陳宏瑋、陳淑珠、何吳雄、曾允凡、陳幼文
- 太禾音樂工作室

### 電影版製作團隊
- 原作、監督、腳本：邱立偉
- 編劇：邱立偉、廖克發
- 製片：王世玲、劉珊珊、陳維仁、尤姿涵
- 動畫製作：studio2
- 剪輯：邱立偉
- 電影出品：studio2、龍馬文創股份有限公司、小貓巴克里股份有限公司
- 監製：呂寶麟、邱立偉、張逸松、呂明鴻
- 音樂：蔡曜任
- 聲音設計：杜篤之、吳書瑤
- 配音團隊：聲產力文創
- 聲音表演總監：林協忠
- 分鏡腳本：鍾侑軒、陳宗良、陳建宏、郭敏祥、謝盈盈、莊央燕
- 動畫總監：馮偉倫
- 角色動作總監：蘇俊夫、林珮如
- 骨架綁定指導：劉庭豪
- 場景模型總監：謝盈盈
- 演算技術總監：謝盈盈、王世玲、何佳璇、廖俊淵
- 角色模型總監：王世玲
- 3D視覺特效總監：蘇俊夫、劉庭豪
- 美術總監：林哲豪
- 角色設計指導：Heidi Smith、林哲豪、張宇心、葉怡萱
- 場景設計指導：林哲豪、林冠武、楊侑唐、李詩涵、林楷衡
- 2D視覺特效總監：鍾侑軒
- 視覺合成總監：林哲豪、葉怡萱
- 設計總監：韓怡芬
- 錄音師：陳立德、高毓澤

## 製作

### 場景
電影中，主角巴克里所居住的城市皆大量取自臺南市取景拍攝，例如水牛警察指揮交通的地點就位在人口密集通勤密度高的台南車站廣場，後方正是台南大遠百，以及過場畫面的北門路民族地下道，而巴克里自我介紹的地點以及反派角色所在的位置都大量取自台南市中西區的國華街、台南合同廳舍，在電影裡可以發現許多的台南景點。
- 臺南車站人口密集的城市代表。
- 被安排作為壞人所在位置的林百貨。
- 過場畫面中的大樓就是香格里拉台南遠東國際大飯店。
- 電影中出現的西市場。
- 巴克里自我介紹以及朱大人出場的地方就是水仙宮。

## 獎項
| 獎項名稱         | 獎項         | 作品       | 結果 |
| ---------------- | ------------ | ---------- | ---- |
| 首爾國際動畫影展 | 動畫         | 小貓巴克里 | 提名 |
| 法國安錫動畫影展 | 動畫         | 小貓巴克里 | 參展 |
| 第54屆金馬獎     | 最佳動畫長片 | 小貓巴克里 | 入圍 |
| 第46屆金鐘獎     | 最佳動畫節目 | 小貓巴克里 | 獲獎 |

## 外部連結
- 小貓巴克里 （页面存档备份，存于）
- 小貓巴克里 - Yahoo TV （页面存档备份，存于）
- 公共電視台 - 小貓巴克里 （页面存档备份，存于）
- 台視 - 小貓巴克里 （页面存档备份，存于）
- 小貓巴克里的Facebook專頁
- YouTube上的BarkleyTheCat頻道
- Yahoo奇摩電影上《小猫巴克里Barkley》的資料（繁體中文）
- 開眼電影網上《小猫巴克里 Barkley》的資料（繁體中文）
- 时光网上《小猫巴克里 (2017)Barkley The Cat》的資料（简体中文）
- 豆瓣电影上《小貓巴克里 (2010)》的資料 （简体中文）
- 豆瓣电影上《小貓巴克里 (2017)》的資料 （简体中文）
- 互联网电影数据库（IMDb）上《Barkley the Cat》的资料（英文）
- 互联网电影数据库（IMDb）上《Barkley (2017)》的资料（英文）